# Nova Soure
Nova Soure là một đô thị thuộc bang Bahia, Brasil. Đô thị này có diện tích 1021,277 km², dân số năm 2007 là 24209 người, mật độ 23,7 người/km².